# Indianapolis Grand Prix 1958
Indianapolis Grand Prix 1958 var Indianapolis 500-loppet 1958 och det fjärde av elva lopp ingående i formel 1-VM 1958.  

## Rapport
Strax efter start förlorade Ed Elisian kontrollen över sin bil och åkte in i muren i tredje kurvan och tog Dick Rathmann med sig. Jimmy Reece snurrade och blev påkörd av Bob Veith och Pat O'Connor, varvid den senares bil slog runt. O'Connors fick så allvarliga skador att han avled. Flera andra förare blev inblandade i kollisionen, men de klarade sig utan allvarliga skador. Loppet startades sedan om och vanns av Jimmy Bryan.

## Resultat
1. Jimmy Bryan, George Salih (Epperly-Offenhauser), 8 poäng
2. George Amick, Norman C Demler (Epperly-Offenhauser), 6
3. Johnny Boyd, Robert M Bowes II (Kurtis Kraft-Offenhauser), 4
4. Tony Bettenhausen, Cars Inc (Epperly-Offenhauser), 3+1
5. Jim Rathmann, Lindsey Hopkins (Epperly-Offenhauser), 2
6. Jimmy Reece, John Zink (Watson-Offenhauser)
7. Don Freeland, Bob Estes (Phillips-Offenhauser)
8. Jud Larson, John Zink (Watson-Offenhauser)
9. Eddie Johnson, J S Donaldson (Kurtis Kraft-Offenhauser)
10. Bill Cheesbourg, Novi Racing Corp (Kurtis Kraft-Novi)
11. Al Keller, Pat Clancy (Kurtis Kraft-Offenhauser)
12. Johnnie Parsons, Fred Gerhardt (Kurtis Kraft-Offenhauser)
13. Johnnie Tolan, Lysle Greenman (Kuzma-Offenhauser)

### Förare som bröt loppet
- Bob Christie, Federal Auto Associates (Kurtis Kraft-Offenhauser) (varv 189, snurrade av)
- Dempsey Wilson, Bob Sorenson (Kuzma-Offenhauser) (151, brand)
- A.J. Foyt, Dean Van Lines (Kuzma-Offenhauser) (148, snurrade av)
- Paul Russo, Novi Racing Corp (Kurtis Kraft-Novi) (122, gasspjäll)
- Shorty Templeman, Kalamazoo Sports Inc (Kurtis Kraft-Offenhauser) (116, bromsar)
- Rodger Ward, Roger Wolcott (Lesovsky-Offenhauser) (93, tändfördelare)
- Billy Garrett, H A Chapman (Kurtis Kraft-Offenhauser) (80, tändfördelare)
- Eddie Sachs, Peter Schmidt (Kuzma-Offenhauser) (68, transmission)
- Johnny Thomson, Racing Associates (Kurtis Kraft-Offenhauser) (52, styrning)
- Chuck Weyant, Harry Dunn (Dunn-Offenhauser) (38, olycka)
- Jack Turner, Joseph Massaglia Jr (Lesovsky-Offenhauser) (21, bränslepump)
- Bob Veith, Robert M Bowes II (Kurtis Kraft-Offenhauser) (1, olycka)
- Dick Rathmann, Kalamazoo Sports Inc (Watson-Offenhauser) (0, olycka)
- Ed Elisian, Ellen McKinney Zink (Watson-Offenhauser) (0, olycka)
- Pat O'Connor, Chapman S Root (Kurtis Kraft-Offenhauser) (0, olycka)
- Paul Goldsmith, Henry Yunik (Kurtis Kraft-Offenhauser) (0, olycka)
- Jerry Unser, Roy McKay (Kurtis Kraft-Offenhauser) (0, olycka)
- Len Sutton, Jim Robbins (Kurtis Kraft-Offenhauser) (0, olycka)
- Art Bisch, H H Johnson (Kuzma-Offenhauser) (0, olycka)

### Förare som diskvalificerades
- Mike Magill, George Walther Jr (Kurtis Kraft-Offenhauser) (varv 136)